# Collament (fabricació)
En fabricació, collament és la diferència de diàmetres entre un eix i el forat que el conté: {\displaystyle C=D_{e}-D_{f}}

## Ajust amb collament

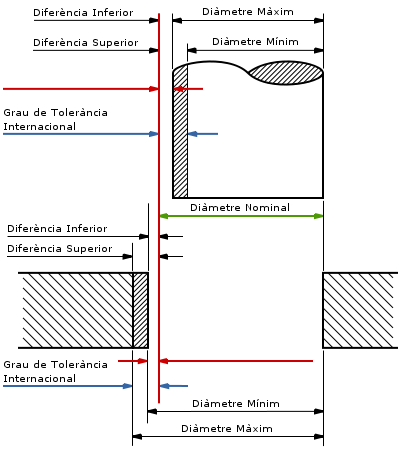
Diagrama amb els principals elements d'un ajust mecànic eix-forat.

Igual que en els altres tipus d'ajust (ajust amb joc, ajust indeterminat), en un ajust amb collament el diàmetre nominal de l'eix és el mateix que el diàmetre nominal del forat:

{\displaystyle D_{\mathrm {n_{e}} }=D_{\mathrm {n_{f}} }=D}

Per garantir que hi hagi collament, els intervals de tolerància de fabricació, tant de l'eix com del forat, han de ser tals que el diàmetre del forat sigui sempre més petit que el de l'eix:

{\displaystyle D_{\mathrm {min_{f}} }-D_{\mathrm {max_{e}} }<0}

S'utilitzen els següents termes generals per descriure el collament:
- Diàmetre nominal ({\displaystyle D}): Diàmetre de referència. Ve indicat en els plànols i se sol representar amb una línia de referència.
- Diàmetre màxim ({\displaystyle D_{\mathrm {max} }}): Cota màxima admissible de la peça.
- Diàmetre mínim ({\displaystyle D_{\mathrm {min} }}): Cota mínima admissible de la peça.
- Intèrval de tolerància (IT): Variació màxima admissible en la mida de les peces.
- Diferència superior ({\displaystyle d_{\mathrm {s} }}): Diferència entre la dimensió màxima i la nominal; és positiva si la màxima és més gran que la nominal i negativa si és més petita. Es pot afegir una e o una f al subíndex per indicar si es refereix a l'eix o al forat, respectivament.
- Diferència inferior ({\displaystyle d_{\mathrm {i} }}): Diferència entre la dimensió mínima i la nominal; és positiva si la mínima és més gran que la nominal i negativa si és més petita. Es pot afegir una e o una f al subíndex per indicar si es refereix a l'eix o al forat, respectivament.

En un ajust amb collament és important definir el collament màxim ({\displaystyle C_{\mathrm {max} }}) i el collament mínim ({\displaystyle C_{\mathrm {min} }}), així com el collament mitjà ({\displaystyle C_{\mathrm {mitja} }}):

{\displaystyle C_{\mathrm {max} }=D_{\mathrm {max_{e}} }-D_{\mathrm {min_{f}} }=(D_{\mathrm {n_{e}} }+d_{\mathrm {s_{e}} })-(D_{\mathrm {n_{f}} }+d_{\mathrm {i_{f}} })=d_{\mathrm {s_{e}} }-d_{\mathrm {i_{f}} }}

{\displaystyle C_{\mathrm {min} }=D_{\mathrm {min_{e}} }-D_{\mathrm {max_{f}} }=(D_{\mathrm {n_{e}} }+d_{\mathrm {i_{e}} })-(D_{\mathrm {n_{f}} }+d_{\mathrm {s_{f}} })=d_{\mathrm {i_{e}} }-d_{\mathrm {s_{f}} }}

{\displaystyle C_{\mathrm {mitja} }={\frac {C_{\mathrm {max} }+C_{\mathrm {min} }}{2}}}